# 前原団地
前原団地（まえばらだんち、まいばらだんち）は、千葉県船橋市前原西にかつて所在した、日本住宅公団が造成した公団住宅（団地）である。

## 概要
船橋市では初となる公団住宅として1960年（昭和35年）10月に入居が開始された。スターハウスの数が他の団地に比べて特に多かった。
1999年（平成11年）から始まった建て替え事業により、団地西端部から順に住棟の解体が進み、2008年（平成20年）にすべての住棟の解体が終了した。跡地には「アルビス前原」を筆頭とした高層住宅が建設された。

## 基本データ
- 竣工 -1960年（昭和35年）
- 構成 - 59棟から構成、全1,428戸
- 所在地 - 千葉県船橋市前原西6丁目

### 住棟構成
- 中層フラット棟 - 40棟（北廊下型）。うち2DKが936戸、1DKが192戸。
- スターハウス - 19棟。すべて3Kで285戸。
- 店舗棟 - 2棟、15戸。

## 解体後に造成された建築物
- アルビス前原（都市再生機構）
- 船橋市営前原団地（公営住宅）
- デュオヒルズ津田沼（フージャースコーポレーション）
- パークホームズ津田沼前原の丘（三井不動産レジデンシャル、2008年6月）
- ローレルコート津田沼（近鉄不動産、2010年1月）
- MUJI VILLAGE パークハウス 木々 津田沼前原（三菱地所レジデンス、2010年2月）
- ザ・パークハウス津田沼前原ガーデン（三菱地所レジデンス、2019年3月）

## 交通
- 京成電鉄松戸線 前原駅（旧：新京成電鉄）
- 京成バス千葉ウエスト 前原線（旧：習志野新京成バス）